# Konstantin Simonov
Konstantin Mihailovici Simonov, ortografiat mai demult Constantin Simonov, (în rusă Константин Михайлович Симонов; n. 15/28 noiembrie 1915, Petrograd, Imperiul Rus – d. 28 august 1979, Moscova, RSFS Rusă, URSS) a fost un scriitor, publicist, poet și reporter de război sovietic.

## Opere scrise
În limba română au fost traduse următoarele titluri:
- Un flăcău din orașul nostru (1942)
- Lagărul nimicirii (1944)
- Note de drum din Japonia (1960)
- Poezii (1961)
- Vii și morți (1962)
- Tovarăși de arme (1964)
- Nimeni nu se naște soldat (1965)
- Zile și nopți (1972) - Premiul Stalin (1946)

## Ediții românești
- Constantin, Mihailovici Simonov, Un flăcău din orașul nostru, București, 1942: Editura Victoriei, p. 114

## Ecranizări
Romane
- 1942 Flăcăul din orașul nostru (Парень из нашего города), regia Aleksandr Stolper și Boris Ivanov
- 1947 Chestiunea rusă (Русский вопрос), regia Mihail Romm
- 1964 Vii și morți (Живые и мёртвые), regia Aleksandr Stolper
- 1967 Nimeni nu se naște soldat (Возмездие), regia Aleksandr Stolper

Scenarii de film (selecție)
- 1943 Așteaptă-mă (Жди меня/Jdi menia)
- 1944 Zile și nopți (Дни и ночи/Dni i noci), regia Aleksandr Stolper
- 1956 Garnizoana nemuritoare (Бессмертный гарнизон/Bessmertnîi garnizon)
- 1959 Normandie-Niémen, regia Jean Dréville, Damir Vyatich-Berezhnykh
- 1966 Wenn dir dein Haus lieb ist (Если дорог тебе твой дом/Esli dorog tebe tvoi dom)
- 1971 Cazul Polîninîm (Случай с Полыниным/Sluceai s Polîninîm) – după romanul său „Despărțirea”, regia Aleksei Zaharov
- 1976 20 de zile fără război (Двадцать дней без войны/Dvadțat dnei bez voinî), regia Aleksei Gherman

## Teatru
Piesa Un flăcău din orașul nostru a fost pusă în scenă în România la Teatrul Muncitoresc CFR Giulești (azi Teatrul Odeon) de către regizorul Stelian Cărbunaru. Premiera a avut loc la 18 octombrie 1948, avându-i în distribuție pe Nicolae Popescu, Nelly  Nicolau, Traian Dănceanu și Simion Negrilă.